# Klaus Lerm
Klaus Lerm (* 1934) ist ein deutscher Schauspieler.

## Wirken
Klaus Lerm trat von Mitte der 1960er bis Mitte der 1990er Jahre in verschiedenen deutschen Fernsehproduktionen auf. Im gleichen Zeitraum widmete er sich auch dem Theater. Zwischen 1965 und 1997 war er Mitglied des Ensembles der Württembergischen Landesbühne Esslingen.
Klaus Lerm lebt in Esslingen am Neckar.

## Filmografie (Auswahl)
- 1964: Der Schatz im Silbersee (Fernsehaufzeichnung)
- 1965: Old Surehand (Fernsehaufzeichnung)
- 1966: Winnetou II (Fernsehaufzeichnung)
- 1970: Tage der Rache (Fernsehfilm)
- 1971: Sparks in Neu-Grönland (Fernsehfilm)
- 1984: Tatort: Verdeckte Ermittlung (Fernsehreihe)
- 1987: Tatort: Eine Million Mäuse (Fernsehreihe)
- 1993: Estelle (Kurzfilm)

## Hörspiele (Auswahl)
- 1985: Ivor Wilson: Die Ohrenzeugin – Regie: Dieter Eppler
- 1989: Georg Büchner: Dantons Tod – Regie: Norbert Schaeffer